# Cherimoya-familien
Cherimoya-familien (Annonaceae) er en familie af træer, buske og lianer, der er udbredt med ca. 125 slægter og 2400 arter i troperne. Arterne har toradede og spredte, stilkede blade med hel rand. Blomsterne sidder af og til direkte på stammer og grene, og de er regelmæssige med tre bægerblade og 6 kronblade, talrige, spiralstillede støvdragere og mange grifler. Frugten er et bær. Her nævnes kun de slægter, der rummer arter, som er økonomisk betydningsfulde.
| Slægter |

- Annona
- Asimina, det amerikanske pawpaw-træ
- Cananga, hvis Ylang-Ylang blomst bruges i parfumeri
- Rollinia, som har spiselige frugter
- Uvaria, som har spiselige frugter